# Mario Fucini
Mario Fucini (Empoli, 1º febbraio 1891 – Roma, 1º settembre 1977) è stato un generale e aviatore italiano, che fu un pluridecorato Asso dell'aviazione da caccia italiana, accreditato di 7 abbattimenti durante la prima guerra mondiale.

## Biografia
Nacque a Empoli il 1 febbraio 1891, con l'entrata in guerra del Regno d'Italia, il 24 maggio 1915,  si arruolò volontario nel Regio Esercito da laureando in chimica. Fu nominato sottotenente il 9 maggio 1915, e poi trasferito al Battaglione Aviatori, dove conseguì il brevetto di pilota sull'aeroporto di Mirafiori il 13 marzo 1916,  conseguendo poi l'abilitazione al pilotaggio di velivoli Voisin il mese successivo.
Il 12 aprile fu assegnato come pilota alla 5ª Squadriglia da ricognizione e combattimento Voisin (dal 15 aprile 1916 ridenominata 25ª Squadriglia). In data 28 luglio eseguì con il capitano osservatore Djalma Juretigh una missione di bombardamento, conclusa nonostante il suo aereo fosse attaccato continuamente da una coppia di caccia nemici. Per questa impresa fu insignito di Medaglia d'argento al valor militare. Il 16 febbraio 1917 con a bordo l'osservatore tenente Camillo De Carlo riuscì a riportare il suo Voisin alla base nonostante l'aereo fosse in fiamme dopo due combattimenti aerei, effettuando un atterraggio di emergenza a Monfalcone, all'interno delle linee italiane, e per questo fatto fu insignito di Medaglia di bronzo al valor militare. Il mese successivo effettuò l'addestramento al pilotaggio del velivolo Pomilio PC, su cui si stava riequipaggiando la sua squadriglia. Nel mese di maggio fu trasferito presso la Scuola di tiro di Pisa per un corso, e durante la sua permanenza in città fu promosso al grado di tenente.
Il 1 luglio venne assegnato a una squadriglia da caccia, la 84ª, e due settimane più tardi fu nominato comandante della Sezione Difesa dell'Aeroporto di Taranto-Grottaglie, equipaggiata con velivoli Nieuport 11. Nel mese di settembre fu trasferito sul campo d'aviazione della Malpensa per l'addestramento del velivolo Ansaldo SVA. Il 27 settembre fu assegnato in forza alla neocostituita 87ª Squadriglia, conseguendo la sua prima vittoria, contro un biposto, il 13 novembre. Verso la fine dell'anno fu assegnato in forza alla 76ª Squadriglia Caccia, ma prima del trasferimento aveva reclamato due vittorie aeree. Prima della fine dell'anno effettuò la transizione sul velivolo Hanriot HD.1, che continuò ad usare fino al termine della guerra.
Il 18 febbraio 1918 fu trasferito presso la 78ª Squadriglia, continuando ad accumulare vittorie. Il 16 giugno abbatte due velivoli, uno di tipo sconosciuto su Pionetto e un caccia Albatros D.III su Nervesa della Battaglia. Il 15 agosto fu insignito di una seconda Medaglia d'argento al valor militare, conseguendo l'ultima vittoria il giorno 27 ottobre abbattendo un Ufag C.I su Mandre. Il 3 novembre, quando l'Impero austro-ungarico firmo l'armistizio, si trovava ricoverato in ospedale. Una settimana dopo entrò in servizio presso la Direzione Tecnica di Torino.
Il 1 febbraio 1919 la Commissione Bongiovanni, incaricata di esaminare le vittorie aeree reclamate dai piloti italiani durante il conflitto, gli assegnò ufficialmente sette abbattimenti sui 13 reclamati.
Rimasto in forza al Corpo Aeronautico, nel 1923 entrò in servizio nella neocostituita Regia Aeronautica, comandando successivamente la 29ª e poi la 78ª Squadriglia. Nel 1931 fu promosso al grado di tenente colonnello, e l'anno successivo pubblicò il libro di memorie di guerra Voli sul nemico. Nel 1933 assunse il comando della Scuola caccia di Castiglione del Lago, e tra il dicembre dello stesso anno e l'agosto del 1935 fu direttore della Rivista Aeronautica, il giornale ufficiale della Regia e successivamente dell'Aeronautica Militare Italiana. Si ritirò dal servizio attivo con il grado di colonnello il 15 settembre del 1937, e nell'aprile del 1953 venne elevato al rango di generale di brigata aerea della riserva. Si spense a Roma il 1 settembre 1977.

## Pubblicazioni
- Voli sul nemico, R. Bemporad e Figlio, Firenze, 1935.

### Annotazioni
1. ↑  Come da lui raccontato nel suo libro: "Voli sul nemico" (Bemporad, 1933).
2. ↑  La data ufficiale del trasferimento risulta essere il 5 dicembre, e poco dopo, il 26 dicembre, reclamò l'abbattimento di un DFW C.V su Camalò, e di un altro DFW C.V su Biadene il 28 gennaio 1918.
3. ↑  Si trattava dell'esemplare 153.222 appartenente alla FliK 41J.
4. ↑  Si trattava dell'esemplare 161.107 appartenente alla Flik 22/D.

### Fonti
1. 1 2 3 4 5  Varriale 2009, p. 39.
2. ↑  http://www.theaerodrome.com/aces/italy/fucini.php.
3. 1 2 3 4 5 6 7 8  Franks, Guest, Alegy 1997, pp. 140-141.
4. 1 2 3 4 5 6 7 8  Ferrari, Garello 2005, p. 61.
5. 1 2 3 4 5 6  Varriale 2009, p. 40.
6. ↑  Franks, Guest, Alegy 1997, pp. 167-168.
7. ↑  Gazzetta Ufficiale del Regno d'Italia n.47 del 26 febbraio 1932.